# 15762 Рюгман
15762 Рюгман (15762 Rühmann) — астероїд головного поясу, відкритий 21 вересня 1992 року.
Тіссеранів параметр щодо Юпітера — 3,406.